# Freycinetia salamauensis
Freycinetia salamauensis är en enhjärtbladig växtart som beskrevs av Elmer Drew Merrill och Lily May Perry. Freycinetia salamauensis ingår i släktet Freycinetia och familjen Pandanaceae. Inga underarter finns listade.